# Herbatka u Stalina
Herbatka u Stalina (ang. Taking Tea With Stalin) – dramat Ronalda Harwooda.
W swym dramacie Harwood podjął temat fascynacji intelektualistów europejskich komunizmem w radzieckim wydaniu. Dramaturg ukazał George'a Bernarda Shawa, który wraz z przyjaciółmi, Nancy Astor i Williamem Waldorfem Astorem, odwiedził w 1931 roku Moskwę. Jako laureat Nagrody Nobla został przyjęty na Kremlu przez Stalina. W dramacie poznajemy zasady funkcjonowania komunistycznego aparatu władzy.

## Bohaterowie
- George Bernard Shaw – irlandzki dramaturg i prozaik
- Józef Stalin – dyktator Związku Radzieckiego
- Lady Nancy Astor – pierwsza kobieta zasiadająca w Izbie Gmin
- Lord William Waldorf Astor – polityk i magnat prasowy
- Pani Krynin – żona dysydenta radzieckiego
- Maksim Litwinow – ludowy komisarz spraw zagranicznych
- Gienrich Jagoda – zawiadujący służbami bezpieczeństwa
- Thomas Harvey – korespondent prasy amerykańskiej
- Watson – sekretarz ambasady angielskiej

## Polskie inscenizacjeHerbatki u Stalina
- 5 marca 2000: Herbatka u Stalina, premiera dramatu w Teatrze Ateneum im. Stefana Jaracza w Warszawie, w przekładzie Michała Ronikiera i reżyserii Tomasza Zygadło. W roli Stalina wystąpił Marian Kociniak, Shawa Jerzy Kamas, Lady Astor Magdalena Zawadzka[2].

- 15 stycznia 2001: Herbatka u Stalina, premiera dramatu w Teatrze Telewizji, w przekładzie Michała Ronikiera i reżyserii Janusza Morgensterna. W roli Stalina wystąpił Janusz Gajos, Shawa Gustaw Holoubek, Lady Astor Joanna Szczepkowska[1].